# 亞歷山德羅皮利亞
48°40′24″N 38°21′53″E / 48.67333°N 38.36472°E
亚历山德羅皮利亞（烏克蘭語：Олександропілля）是位於烏克蘭東部的村莊，由盧甘斯克州北頓涅茨克區的波帕斯納市鎮負責管轄。該村始建於1932年，面積0.57平方公里，海拔高度222米，2001年人口359，人口密度每平方公里629.8人。